# Тиснява на релігійному святі в Індії (2024)
2 липня 2024 року тиснява під час індуїстського релігійного заходу в районі Хатрас штату Уттар-Прадеш, Індія, призвела до загибелі щонайменше 120 людей, більшість з яких були жінками та дітьми, і госпіталізації ще щонайменше 150 осіб. Інцидент стався під час сатсангу (зустрічі з гуру) в селі Могол Гархі. За попередніми даними, на захід зібралося понад 15 000 людей, а його місткість була лише 5000.

## Обставини трагедії
Катастрофа сталася, коли учасники розходилися після завершення сатсангу, який проводився в імпровізованому наметі в селі Могол Гархі на честь індуїстського бога Шиви. Сатсанг організував місцевий проповідник, відомий як Нараян Сакар Харі або Бхоле Баба. Справжнє ім'я гуру — Сурадж Пал, він колишній констебль поліції штату Уттар-Прадеш, що має велику кількість прихильників серед далитів.
Чиновники стверджують, що інцидент стався через паніку в людей, яку спричинили спека, перенаселеність та сильна пилова буря. Кажуть, що вихід із зали був надто вузьким. Вважається, що деякі з постраждалих під час метушні впали в придорожню каналізацію. Згідно з повідомленнями, тиснява почалася, коли люди штовхали одне одного, щоб побачити Бхоле Бабу, а інші намагалися зібрати землю навколо його ніг. Інші звіти свідчать про те, що присутні були заблоковані, щоб Бхоле Баба та його група змогли вийти першими. Офіцер поліції, який зреагував на повідомлення про трагедію, також помер від серцевого нападу, спричиненого стресом після того, як зіткнувся з тілами кількох жертв, яких доставили до лікарні.
Президент Драупаді Мурму і прем'єр-міністр Нарендра Моді висловили співчуття у зв'язку з катастрофою.